# نبرد استالینگراد
نبرد استالینگراد (۱۷ ژوئیه ۱۹۴۲ – ۲ فوریه ۱۹۴۳) یکی از طولانی‌ترین، مهلک‌ترین و سرنوشت سازترین نبردهای جبهه شرقی جنگ جهانی دوم بود. در این نبرد نیروهای ورماخت و متحدانش که در جریان تهاجم آلمان به شوروی، به منظور سلطه بر شهر استالینگراد در کرانه رود ولگا، به آن یورش برده بودند، پس از چندین ماه درگیری خونین، با ضد حمله ارتش سرخ به محاصره درآمدند تا در نهایت روز ۳ فوریه سال ۱۹۴۳ میلادی شکست خورده و فیلدمارشال فریدریش پائولوس، فرمانده ارتش ششم ورماخت به همراه ۲۵۰۰ افسر عالی‌رتبه از جمله ۲۴ ژنرال و بیش از صد هزار نفر دیگر تسلیم ارتش سرخ شدند. از این نبرد به عنوان یکی از بزرگ‌ترین (۲٫۲ میلیون سرباز) و خونبارترین (۱٫۲ تا ۲ میلیون کشته و زخمی) درگیری‌های نظامی تاریخ و نقطه بازگشت جبهه شرقی یاد می‌شود. 
استالینگراد در کرانه رود ولگا از منظر صنعتی و ارتباطی از اهمیت راهبردی ویژه‌ای برخوردار بود. تهاجم آلمانی‌ها برای سلطه بر این شهر از ماه اوت سال ۱۹۴۲ با استفاده از ارتش ششم و برخی یگان‌های ارتش چهارم زرهی و پشتیبانی هوایی لوفت‌وافه آغاز شد. درگیری‌ها درون شهر به مبارزه خانه‌به‌خانه تبدیل شد که دو طرف را مجبور به اعزام نیروهای کمکی کرد. تا میانه ماه نوامبر آلمانی‌ها به قیمتی گران، مدافعان را به نواری باریک در کرانه غربی رود ولگا عقب راندند و بر بیشتر قسمت‌های شهر مسلط شدند. نوزدهم نوامبر ارتش سرخ عملیاتی موسوم به عملیات اورانوس را از دو طرف علیه جناحین ضعیف‌تر دشمن که توسط نیروهای رومانیایی‌ها و مجارستانی‌ها محافظت می‌شد، آغاز کرد. جناحین نیروهای آلمانی به سرعت در هم کوبیده شد تا ارتش ششم ورماخت به‌طور کامل در ناحیه استالینگراد به محاصره دربیاید. آدولف هیتلر، پیشوای آلمان دستور به پایداری این نیروها در همان موضع و عدم هرگونه اقدام از طرف آن برای شکستن محاصره داد. در عوض مقرر شد به یگان‌های تحت محاصره، از طریق هوایی تدارکات رسانده شود و از بیرون برای شکستن محاصره تلاش گردد. بدین ترتیب نبرد برای دو ماه دیگر ادامه یافت. پس از شکست تلاش ورماخت برای شکستن حلقه محاصره از بیرون، در نهایت ماه فوریه سال ۱۹۴۳ در حالی که آذوقه و مهمات محاصره‌شدگان رو به پایان بود، تمامی نیروهای باقی‌مانده در پی وخامت اوضاع خود را تسلیم دشمن کردند.

## پیش‌زمینه
تا بهار سال ۱۹۴۲ با وجود ناکامی عملیات بارباروسا، آلمان توانسته بود بخش گسترده‌ای از اراضی شوروی از جمله بلاروس، اوکراین و کشورهای حوزه بالتیک را به سلطهٔ خود درآورد. جبهه شرقی در تمامی طول آن از لنینگراد در شمال تا روستوف-نا-دونو در جنوب تثبیت شده بود.
با توجه به فرسایش و تلفات وارد آمده به ورماخت در نبردهای قریب به یک سال گذشته، نیروی زمینی آلمان دیگر قادر به تهاجم راهبردی در تمامی طول جبهه شرقی نبود. از این رو تنها گزینه واقع‌بینانه برای آلمان تهاجم صرفاً از یک بخش جبهه بود. ژوزف استالین، رهبر شوروی و استاوکا، فرماندهی این کشور تصور می‌کردند تهدید اصلی متوجه قسمت مرکزی خط مقدم خواهد بود و هر گونه تهاجم گسترده به سمت مسکو صورت خواهد گرفت. با این حال آلمانی‌ها تصمیم گرفتند این تهاجم را به دنبال دستیابی به منابع نفتی، متوجه بخش‌های جنوبی شوروی بکنند. تمرکز بر این هدف دربردارنده اهداف کوتاه‌مدت و بلندمدت در قطع منابع نفتی شوروی و تأمین نیاز شدید آلمان به این ماده بود. به هر صورت با وجود ضربه شدیدی که تحقق این هدف به شوروی وارد می‌آورد، هیتلر و ژنرال‌های آلمانی دیگر برخلاف سال ۱۹۴۱، تصور نمی‌کردند که موفقیت در این اقدام باعث پیروزی در کل جنگ یا حتی در جبهه شرقی می‌شود و لزوماً انتظار نداشتند در پی آن جنگ در سال ۱۹۴۲ به پایان برسد. بلکه آلمان از این طریق در تلاش بود ابزار و امکان لازم برای ادامه جنگ در بلندمدت را کسب کند.

## عملیات ورماخت در جنوب
هیلتر با صدور فرمان شماره ۴۱ پیشوا در روز ۵ آوریل سال ۱۹۴۲ خواهان تمرکز تمامی قوای در دسترس برای عملیات‌های اصلی در اراضی جنوبی جهت انهدام نیروهای دشمن پیش از رود دن به منظور گذر از کوه‌های قفقاز و دستیابی به میدان‌های نفتی آن شد. طرح پایه شامل تصرف ناحیه دونتس و تمامی اراضی غرب رود دن بود. نیروهای شوروی در این نواحی محاصره و منهدم می‌گشتند و یک خط دفاعی در طول رود دن بر قرار می‌گردید. پس از تحقق این موضوع، نیروهای آلمانی در جنوب روستوف از رود گذر می‌کردند و به سمت کوبان و قفقاز پیش می‌رفتند. تصرف استالینگراد در ابتدا جزو اهداف اصلی عملیات به حساب نمی‌آمد. به هر صورت فرمان شماره ۴۱ پیشوا بر عمل به هر اقدامی جهت دستیابی به این شهر یا دست کم قرار دادن آن زیر آتش توپخانه سنگین جهت جلوگیری از کاربرد آن به عنوان یک مرکز صنعتی و ارتباطی تصریح نموده بود. استالینگراد با واقع شدن در ناحیه خمیدگی رود ولگا، با شرقی‌ترین نقطه خمیدگی رود دن ۸۰ کیلومتر فاصله داشت. بدین ترتیب از منظر دفاع از خط دن، سلطه بر نقاط کلیدی ساحل غربی ولگا در مجاورت استالینگراد منطقی به نظر می‌رسید و امکان ایجاد یک پل خشکی دفاعی بین دو رود را فراهم می‌آورد. زیر آتش گرفتن این شهر همچنین می‌توانست جریان انتقال نفت از طریق ولگا به مرکز و شمال روسیه را متوقف سازد.
گروه ارتش جنوب، به فرماندهی فیلدمارشال فدر فون بک مسئول اجرای این عملیات با اسم رمز «مورد آبی» بود. تعداد زیادی از لشکرهای ایتالیایی، مجارستانی و رومانیایی نیز از آلمانی‌ها پشتیبانی می‌کردند. در مجموع حدود ۲ میلیون نفر قوای آلمانی و نیروهای محور در قالب ۸۹ لشکر از جمله ۹ لشکر زرهی به این عملیات اختصاص یافت.
درحالی‌که آلمانی‌ها برای مورد آبی آماده می‌شدند، شوروی نیز طرح‌ریزی خود را می‌کرد. پیش از این که عملیات آلمانی‌ها آغاز شود، شوروی روز ۱۲ مه عملیات بزرگی در ناحیه صنعتی دونباس در شرق اوکراین برای بازپس‌گیری شهر خارکوف آغاز نمود. این منطقه دقیقاً همان نقطه‌ای بود که ارتش‌های یکم زرهی و ششم ورماخت در حال بسیج و تمرکز بودند. بدین شکل آلمانی‌ها دفاع بسیار مؤثری از خود نشان دادند و اقدام به ضد حمله کردند. ارتش سرخ نه تنها نتوانست خارکوف را پس بگیرد بلکه سه ارتش میدانی شوروی که درگیر این عملیات بودند، در نبرد دوم خارکوف به محاصره ورماخت افتادند و تا حدود زیادی منهدم شدند. شوروی در این درگیری که تنها تا روز ۲۸ مه به درازا کشید، متحمل ۲۷۰ هزار تن تلفات گشت و حدود ۶۵۰ تانک و ۵۰۰۰ قطعه توپخانه خود را از دست داد.
مورد آبی روز ۲۸ ژوئن سال ۱۹۴۲ آغاز شد. در ابتدا لشکرهای زرهی و پیاده‌نظام موتوریزه آلمان پیشروی سریعی داشتند اما تلاش آن‌ها برای به محاصره درآوردن دشمن اغلب موفقیت‌آمیز نبود؛ چرا که نیروهای ارتش سرخ در مواجهه با خطر محاصره به سرعت عقب‌نشینی می‌کردند. با این حال، عقب‌نشینی سراسیمه و آشفته ارتش سرخ در حال برهم ریختن انضباط در بین نیروهای آن بود. یگان‌های ارتش سرخ هنگام عقب‌نشینی توپ‌ها و سایر تجهیزات خود را رها می‌کردند. در مواجهه با این بحران حاد و در پی سقوط روستوف، جهت جلوگیری از فروپاشی کامل، استالین به عنوان کمیسار خلق در امور دفاع، روز ۲۸ ژوئیه با صدور فرمان شماره ۲۲۷، ضمن اشاره به شرایط وخیمی که شوروی با آن مواجه بود، از نیروهای مسلح خواست حتی «یک قدم پس نگذارند» و «تا آخرین قطره خون» از هر موضع خود دفاع کنند. بزدلان، هراس‌افکنان، فراریان و کسانی که بدون مجوز عقب‌نشینی کنند، به مجازات‌های سخت از جمله قرار گرفتن در گردان‌های جزایی با خطرناک‌ترین ماموریت‌ها، تهدید شدند. این که عقب‌نشینی‌های ارتش سرخ تا این زمان عامدانه بودند یا نه کاملاً روشن نیست. به نقل از رابرت سیتینو، به نظر می‌رسد این موضوع چیزی بین گریز آشفته و عقب‌نشینی راهبردی برنامه‌ریزی‌شده بود. به هر صورت این فرمان استالین به دنبال نظم بخشیدن به عقب‌نشینی‌های ارتش سرخ و مقاومت در صورت لزوم بود. هدف از آن اداره عقب‌نشینی راهبردی نیروهای شوروی و آماده کردن اذهان برای پایداری نهایی در استالینگراد یا نقاط دیگر بود.

## پیشروی گروه ارتش ب به سمت استالینگراد

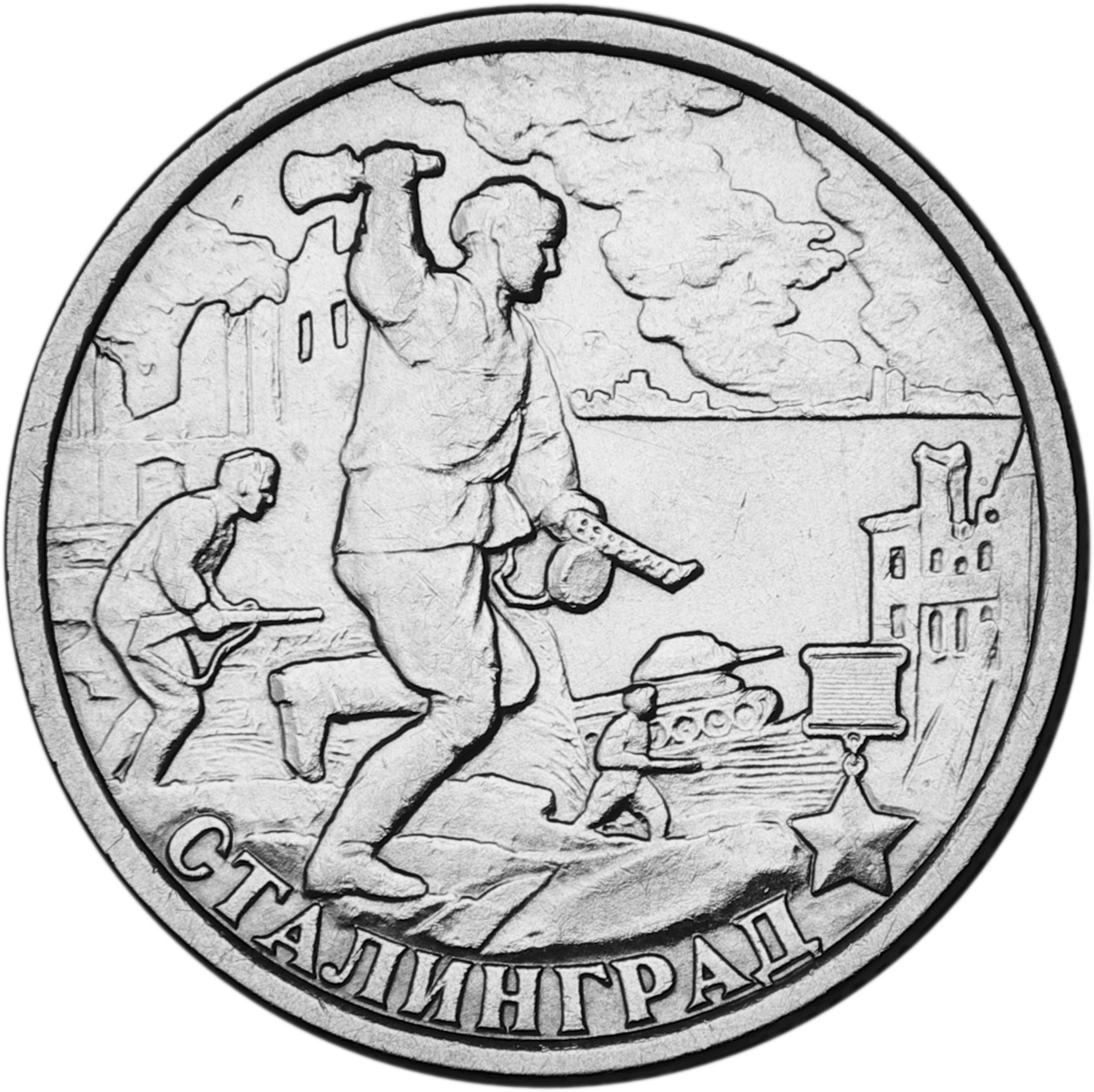
پشت یک سکه یادبود با ارزش اسمی 2 روبل از سری "شهرهای قهرمان"، 2000 - استالینگراد

مدتی پس از آغاز عملیات گروه ارتش جنوب به دو قسمت تقسیم شد. گروه ارتش آ متشکل از ارتش یکم زرهی و ارتش هفدهم و گروه ارتش ب شامل ارتش چهارم زرهی و ارتش ششم می‌شدند. روز ۱۳ ژوئیه به دستور هیتلر ارتش چهارم زرهی ورماخت از گروه ارتش ب به گروه ارتش آ منتقل شد تا رو به روستوف-نا-دونو در جنوب بر سر راه قفقاز، برود. بر مبنای فرمان شماره ۴۵ پیشوا، گروه ارتش ب، مشتکل از ارتش ششم ورماخت با پشتیبانی لشکرهای متحدین محور، موظف به تهاجم به سمت استالینگراد بود تا نیروهای دشمن که در حوالی آن متمرکز شده‌اند را منهدم و این شهر را تصرف کند. استالینگراد لولای خطوط دفاعی آلمان بر رودهای دن و ولگا بود و مهاجمان با سلطه بر آن می‌توانستند از پشت سر و جناح حرکت خود به سمت قفقاز در برابر ضدحملات شوروی محافظت کنند. علاوه بر این آلمانی‌ها از این طریق می‌توانستند مسیر انتقال نفت از طریق رود ولگا به مناطق مرکزی شوروی را قطع کنند. این نیرو پس از تصرف استالینگراد می‌بایست بلافاصله رو به جنوب شرقی به سمت آستاراخان در کرانه دریای خزر پیش می‌رفت. به دستور هیتلر ارتش ششم ورماخت در اولویت دریافت تدارکات و پشتیبانی هوایی قرار گرفت و سپاه ۲۴ زرهی از ارتش چهارم زرهی به این ارتش منتقل شد. بدین ترتیب با وجود این که گروه ارتش ب طبق طرح عملیاتی اولیه صرفاً وظایف دفاعی در جناح شمالی گروه ارتش آ داشت، حرکت آن به خودی خود به یک تهاجم راهبردی بدل گشت.
ارتش ششم ورماخت با تهاجم از ناحیه خارکوف به سمت شرق خود را تا روز ۲۲ ژوئیه به کاچالینسکایا در خم رود دن در ۶۰ کیلومتری شمال غربی استالینگراد رساند. شوروی برای مقابله با پیشروی دشمن و دفع ارتش ششم ورماخت جبهه استالینگراد را با مابقی نیروهای جبهه از هم پاشیده جنوب غربی به علاوه ارتش‌های تازه ایجاد شده یکم‌وچهارم تانک و برخی یگان‌های ارتش‌های بیست‌وهشتم، سی‌وهشتم و پنجاه‌وهفتم شوروی، تشکیل داد. ناوگان رودخانه ولگا نیز تحت امر جبهه استالینگراد شوروی بود. این جبهه روز ۲۲ ژوئیه ۳۸ لشکر داشت. شانزده لشکر از این مقدار در ناحیه اصلی دفاعی مستقر بودند. به هر صورت در این موقعیت در این زمان برتری عددی همچنان با آلمانی‌ها بود. نیروهای ورماخت چهار روز بعد در دفاع ارتش شصت‌ودوم شوروی رخنه کردند و به منطقه کامنسکی رسیدند. دو ارتش یکم و چهارم تانک شوروی مأمور به متوقف کردن دشمن شدند اما با تنها ۲۴۰ تانک دستاورد زیادی نداشتند. در پی طولانی شدن بیش از حد خط مقدم، جبهه جدید جنوب شرقی شوروی به فرماندهی ارتشبد آندری یریومنکو متشکل از ارتش‌های پنجاه‌ویکم، پنجاه‌وهفتم و شصت‌وچهارم و همچنین ارتش یکم محافظ و ارتش هشتم هوایی، از جبهه لنینگراد منفک شد.
ارتش ششم ورماخت روز ۲۵ ژوئیه برای گذر از رود دن اقدام کرد. با این حال نیروهای شوروی توانستند جلوی حملات آن را بگیرند. روز ۱ اوت بیشتر ارتش چهارم زرهی ورماخت مجدداً به گروه ارتش ب ملحق شد و از جنوب به سمت استالینگراد یورش برد. پائولوس که با کمبود تدارکات مواجه بود، تصمیم گرفت تا رسیدن ارتش چهارم زرهی ورماخت گذر از دن را به تعویق بیندازد. این مسئله فرصت بیشتری به ارتش سرخ جهت تحکیم مواضع خود در استالینگراد داد. در نهایت، ارتش ششم ورماخت روز ۱۰ اوت با پشتیبانی سپاه ۴ هوایی لوفت‌وافه قادر به گذر از دن شد و به دفاع بیرونی استالینگراد رسید.

## ترکیب نیروها

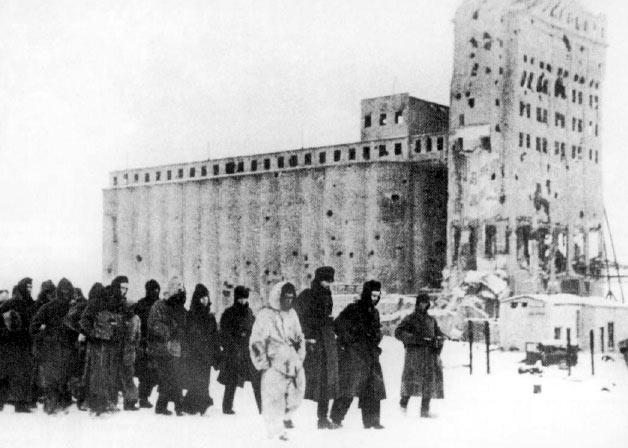
نیرو های آلمانی در استالینگراد

نیروی اصلی تهاجمی آلمان در استالینگراد ارتش ششم آن تحت امر سپهبد فریدریش پائولوس بود که در این زمان بزرگ‌ترین ارتش میدانی در ورماخت به حساب می‌آمد. ارتش چهارم زرهی ورماخت به فرماندهی ارتشبد هرمان هوت، نیز از این تهاجم پشتیبانی می‌کرد. بدین شکل آلمانی‌ها ۲۱ لشکر را برای حمله به استالینگراد به٬کارگرفتند؛ برخی از آن‌ها از پیش به شدت تضعیف شده بودند. پشتیبانی هوایی توسط سپاه ۸ هوایی لوفت‌وافه با قریب به ۱۰۰۰ هواگرد تأمین می‌شد.
در این حال، در طرف مقابل ارتش‌های شصت‌وششم، چهارم تانک، شصت‌ودوم، یکم تانک، شصت‌وچهارم، پنجاه‌ویکم و پنجاه‌وهفتم شوروی از شمال به جنوب در سه خط دفاعی از استالینگراد محافظت می‌کردند که مجموعاً شامل حدود ۹۰ هزار نفر با ۲۰۰۰ قطعه توپ، ۱۲۰ تانک و قریب به ۴۰۰ هواگرد می‌شد. ارتش شصت‌ودوم شوروی نیروی اصلی دفاعی شهر بود که با حدود ۵۲ هزار نفر، ۹۰۰ توپ و ۱۱۰ تانک در خط مقدمی به طول ۴۰ کیلومتر استقرار داشت.

## تهاجم به استالینگراد
گروه ارتش ب قصد داشت جهت اجتناب از یک نبرد شهری پر خسارت، استالینگراد را از شمال و جنوب با سپاه‌های زرهی ارتش‌های ششم و چهارم زرهی ورماخت محاصره کند. آلمانی‌ها روز ۱۷ اوت به نخستین خط دفاعی استالینگراد حمله بردند. سپاه ۱۴ زرهی ورماخت تحت امر سپهبد گوستاف آنتون فون ویترسهایم در عرض پنج روز خط دشمن را شکست و در شمال استالینگراد به رود ولگا رسید. این اقدام دفاع شهر را از ناحیه ورتیاچی به دو نیم و اتصال ارتش شصت‌ودوم شوروی را به جبهه استالینگراد قطع کرد. بدین شکل این ارتش به جبهه جنوب شرقی شوروی ملحق شد. در جنوب نیز سپاه ۴۸ زرهی ارتش چهارم زرهی ورماخت توانست خود را به رود ولگا برساند. در این حال محافظت از جناح طولانی چپ نیروهای آلمانی در طول رود دون توسط ارتش‌های هشتم ایتالیا و دوم مجارستان با پشتیبانی تعداد کمی لشکر آلمانی، صورت می‌گرفت. مقرر شد ارتش سوم رومانی نیز که با گروه ارتش آ رو به جنوب می‌رفت، در طول این جناح در ناحیه کلتسکایا در ۱۲۰ کیلومتری شمال غربی استالینگراد، مستقر شود.-

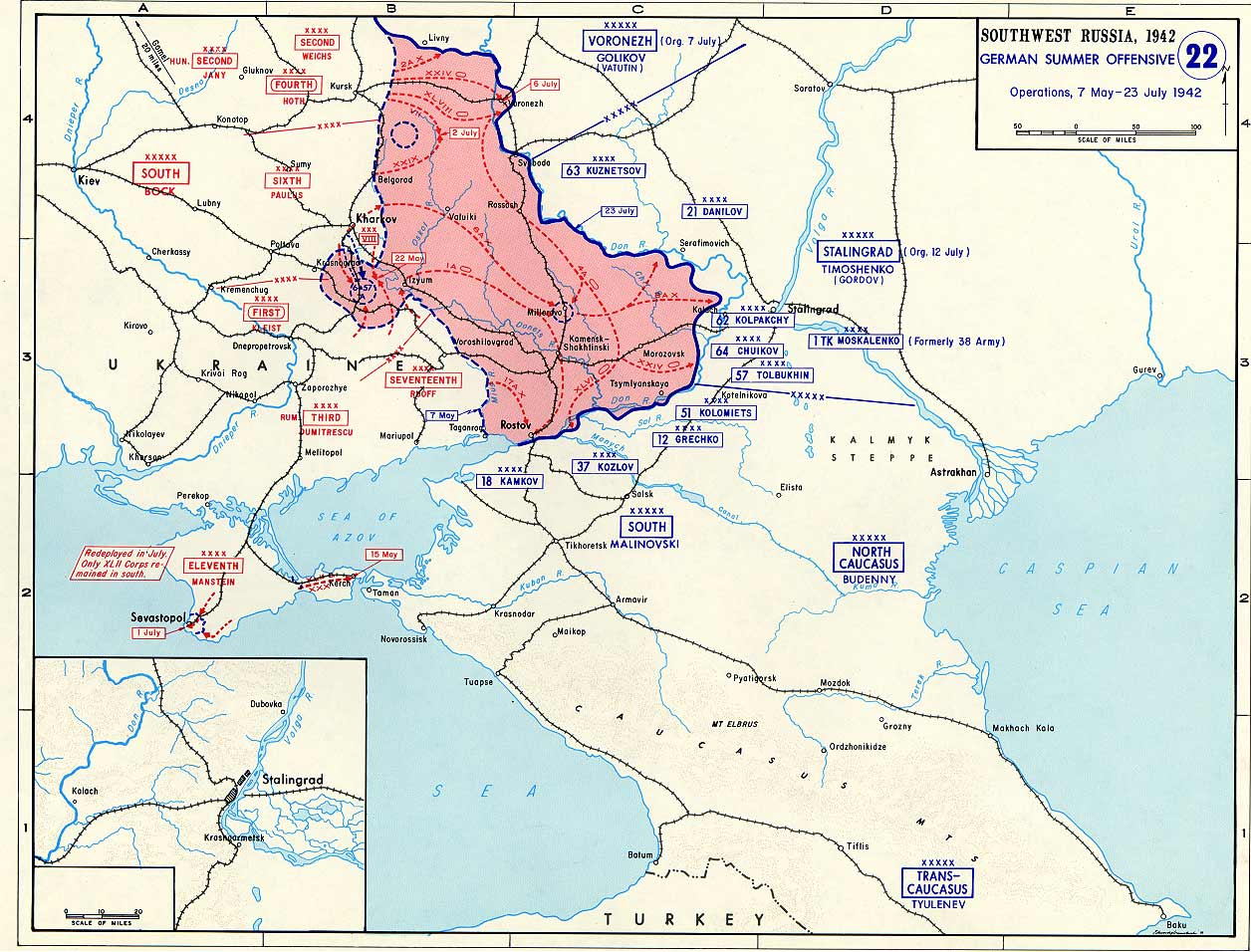
پیشروی آلمانی‌ها تا ماه ژوئیه ۱۹۴۲

شوروی در تمامی طول ماه اوت در حال آماده‌سازی دفاع استالینگراد برای شرایط محاصره بود. از روز ۲۳ اوت هواگردهای لوفت‌وافه با انجام ۲۰۰۰ سورتی در عرض دو روز مقادیر زیادی بمب بر استالینگراد فرو ریختند که بیشتر بناهای آن را تخریب کرد. آمار رسمی شوروی مدعی مرگ ۴۰ هزار نفر در اثر این بمباران‌ها شده است. نخستین یگان‌های زرهی ورماخت همان روز ۲۳ اوت خود را در ۶۵ کیلومتری استالینگراد به رود ولگا رساندند تا دسترسی ارتش سرخ از شمال به این شهر مسدود شود. سه روز بعد استالین ارتشبد گئورگی ژوکوف را به نیابت فرماندهی عالی ارتش سرخ منصوب و مسئول دفاع از استالینگراد کرد. مسئولان شهری خواهان تخلیه کارخانه‌ها و جمعیت غیرنظامی آن بودند اما به جایی نرسیدند. به نقل از لازار برونتمن، روزنامه‌نگار روس، استالین ملولانه و غصبناک با این پرسش که «به کجا باید تخلیه شوند؟» با این اقدام مخالفت می‌کرد. در نهایت با تخریب شهر توسط بمباران‌های لوفت‌وافه، پذیرفته شد زنان و کودکان استالینگراد را ترک کنند.
با وجود سرعت اندک پیشروی در اثر مقاومت نیروی ارتش سرخ و شرایط نامساعد جغرافیایی، ارتش چهارم زرهی ورماخت نیز در نهایت روز ۱۰ سپتامبر در حاشیه جنوبی شهر به رود ولگا رسید تا استالینگراد از سه جهت به محاصره آلمانی‌ها درآید. بدین ترتیب تنها راه دسترسی شوروی به این شهر از روی رود ولگا در جانب شرقی آن بود. به هر صورت از روز ۲۵ اوت شرایط محاصره در استالینگراد اعلام و حکومت نظامی در آن شده بود.

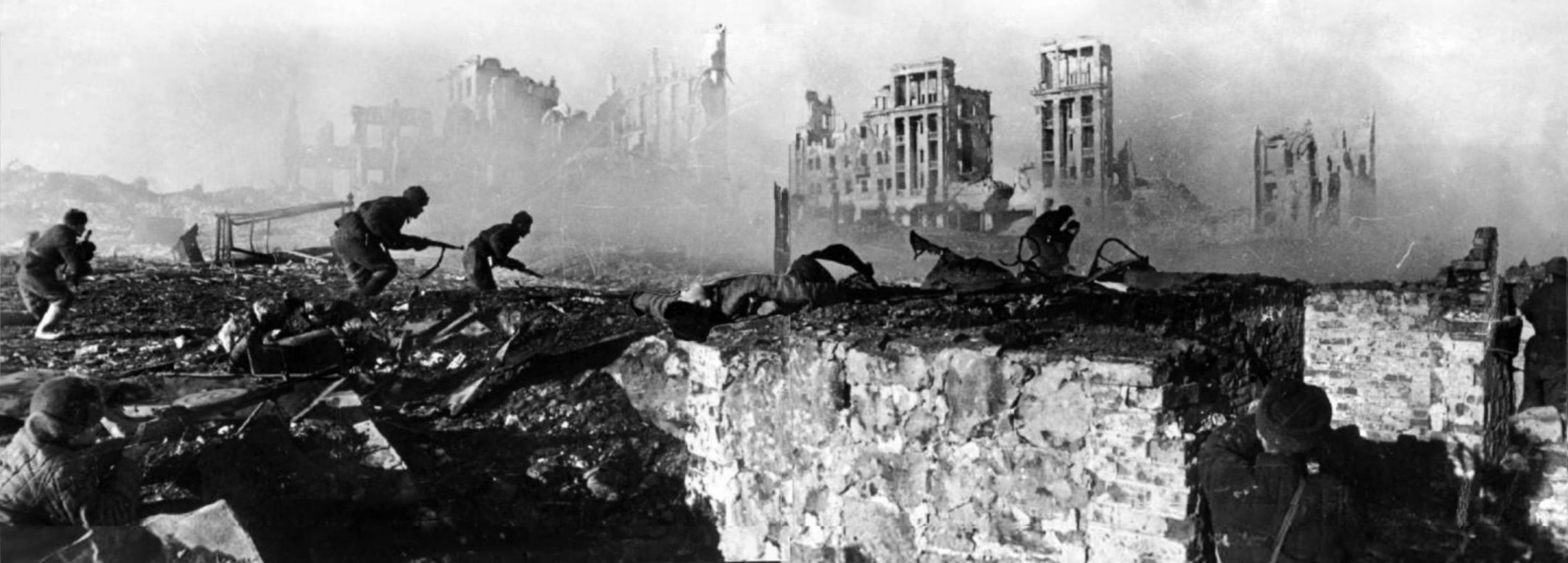
سربازان شوروی در حال نبرد در خرابه‌های استالینگراد، فوریه ۱۹۴۳

پس از دو هفته گلوله‌باران، نیروهای آلمانی تهاجم به شهر را آغاز کردند. یک هنگ ورماخت پس شکسته شدن حلقه دفاعی درونی، روز ۱۴ سپتامبر به رود ولگا رسید. در جریان مبارزات سنگین خیابانی هفته‌های آتی نیروهای آلمانی موفق شدند ارتش شصت و دوم شوروی را تا کرانه رود ولگا عقب برانند. قرارگاه این ارتش چندین بار جابه‌جا و در نهایت در کرجی‌های نیمه‌فرورفته در ساحل شرقی رود مستقر شد. نیروهای شوروی که تنها چند گذرگاه در سلطه آن‌ها باقی مانده بود، با استفاده از قایق از سوی دیگر رود تدارکات، نیروی کمکی و تسلیحات دریافت می‌کردند و تحت پوشش توپخانه آن سوی رود بودند. تلاش مکرر نیروهای جبهه جنوب شرقی شوروی در ماه سپتامبر برای باز کردن راهی از شمال به شهر با شکست مواجه شد. نبرد استالینگراد به دلیل پافشاری طرفین برای پیروزی مبدل به پیکار خونینی شد که در آن هیچ‌یک اجازه عقب‌نشینی نداشتند. با وجود تعدادی اقدام دیگر در ماه اکتبر، ارتش ششم ورماخت نتوانست استالینگراد را کاملاً تصرف کند.

## ضد حمله ارتش سرخ

### طرح شوروی و نیروهای طرفین
استاوکا و ستاد کل ارتش سرخ در تمامی طول مورد آبی در حال طرح‌ریزی برای اجرای یک ضدحمله راهبردی علیه آلمانی‌ها به عنوان نخستین مرحله از کارزار زمستانه بودند. یریومنکو، فرمانده جبهه استالینگراد شوروی اوایل ماه اکتبر طرحی را برای یک ضدحمله گسترده ارائه کرد که بر اساس آن ارتش سرخ با حمله از سر پل‌های رود دن در شمال و ناحیه دریاچه در جنوب استالینگراد، ارتش ششم ورماخت را به محاصره درمی‌آورد. این طرح به دنبال رخنه عمیق ۹۰ تا ۱۲۰ کیلومتری نیروهای زرهی شوروی از مواضع نیروهای رومانیایی تا ناحیه کالاچ در پشت سر ارتش ششم ورماخت بود. گئورگی ژوکوف، نایب فرمانده کل ارتش سرخ با طرح یریومنکو موافقت، آن را هر چه بیشتر با قوای زرهی تقویت و استالین را بر امکان‌پذیر بودن آن متقاعد کرد. اجرای این عملیات در ابتدا برای اواخر ماه اکتبر برنامه‌ریزی شد اما تا میانه ماه نوامبر به تعویق افتاد. این ضد حمله موسوم به عملیات اورانوس به دنبال محاصره و انهدام نیروهای محور در مقابل استالینگراد بود. این حرکت با عملیات زحل برای پیشروی به سمت روستوف در جنوب غربی برای قطع مسیر پشت سر نیروهای آلمانی در شمال قفقاز و انهدام تمامی گروه ارتش‌های آ و ب ورماخت، ادامه میافت. همزمان جبهه‌های غربی و کالینین شوروی عملیات مارس را علیه گروه ارتش مرکز ورماخت به انجام می‌رساند تا ضمن پس‌گرفتن برخی اراضی، در انتقال نیروهای کمکی آلمان به مناطق جنوبی اختلال ایجاد کند.

محاصره شدن نیروهای آلمانی در پی اجرای عملیات اورانوس، قرمز: خط مقدم ورماخت در ۱۹ نوامبر، نارنجی: خط مقدم آلمانی‌ها در ۱۲ دسامبر

شوروی جبهه جنوب غربی جدیدی تحت فرماندهی ارتشبد نیکولای واتوتین به منظور ایفای نقش انبر شمالی علیه ارتش سوم رومانی، تشکیل داد. شوروی اوایل ماه نوامبر ارتش بازسازی‌شده پنجم تانک خود به شکل مخفیانه به سرپل سرافیموویچ بر رود دن در شمال غربی استالینگراد منتقل کرد. در جناح جنوبی ارتش‌های پنجاه‌ویکم و پنجاه‌وهفتم جبهه استالینگراد شوروی انبر دیگر را علیه ارتش چهارم رومانی به اجرا می‌گذاشتند. برخلاف ضدحملات پیشین، شوروی ماه‌ها بر روی این طرح کار کرده بود و برای اجرای آن از بسیاری از نیروهای باتجربه و آموزش‌دیده استفاده می‌کرد.
آلمانی‌ها همچنین از ضعف نیروهای متحد خود در دفاع از جناحین حمله به استالینگراد آگاه بودند اما تقویت آن را به پس از تصرف شهر موکول می‌کردند. بر مبنای گزارش اطلاعاتی روز ۶ نوامبر بخش ارتش‌های خارجی شرق نیروی زمینی آلمان، تصور می‌شد شوروی از توان کافی برای یک تهاجم عمده در جنوب برخوردار نیست. یکی از دلایل این مسئله کارزار اطلاعاتی شوروی در القای اطلاعات غلط مبنی بر نبود قصدی برای تهاجم عمده ارتش سرخ در جنوب بود. اجرای برخی عملیات‌های تهاجمی در قسمت‌های مرکزی و شمالی خط مقدم و استقرار نیروهای ذخیره راهبردی شوروی در ناحیه مسکو تقویت‌کننده این فریب بود. تا روز ۱۲ نوامبر فرماندهی عالی نیروی زمینی آلمان می‌پنداشت تمرکز نیروهای دشمن در مقابل ارتش سوم رومانی در شمال استالینگراد تنها برای یک حمله کم‌عمق برای قطع کردن خط آهن این شهر است. ,سپاه ۴۸ زرهی ورماخت به عنوان نیروی ذخیره پشت سر نیروهای رومانیایی و ایتالیایی قرار داشت. این سپاه شرایط مناسبی نداشت و برای لشکر بیست و دوم زرهی آن تنها ۲۴ تانک عملیاتی باقی مانده بود. این سپاه در همراهی با لشکر چهاردهم زرهی ورماخت با ۵۱ تانک دیگر، کار دشواری در مقابل چهار سپاه متحرک شوروی با ۶۶۰ تانک داشت. در مجموع در این هنگام ارتش سرخ در ناحیه استالینگراد برتری عددی دو به یک داشت.

### اجرای ضد حمله
جبهه جنوب غربی شوروی روز ۱۹ نوامبر تهاجم خود را آغاز کرد. نیروهای رومانیایی که از تسلیحات ضد تانک و قوای ذخیره مؤثر برخوردار نبودند و به راحتی درهم‌کوبیده شدند. ارتش پنجم تانک شوروی بیشتر نیروهای سه لشکر رومانیایی شامل ۲۷ هزار نفر را به اسارت گرفت و وارد شکاف ایجاد شده در خط دشمن شد. دو سپاه این ارتش هر روز ۷۰ کیلومتر رو به جنوب پیش رفتند و تا روز ۲۲ نوامبر خود را به کالاچ در کرانه رود دن رساندند. پیش از که آلمانی‌ها قادر به انهدام پل‌ها شوند، نیروهای شوروی سرپلی بر رود به دست آوردند و روز بعد از گذشتند. روز ۲۳ نوامبر با اتصال سپاه ۲۶ تانک ارتش پنجم تانک از جبهه جنوب غربی شوروی به سپاه ۴ مکانیزه ارتش پنجاه‌وهفتم از جبهه استالینگراد شوروی در سووتسکویه در جنوب غربی کالاچ، حلقه محاصره تکمیل شد تا ۲۲ لشکر نیروهای محور شامل ۳۳۰ هزار نفر از جمله تمامی ارتش ششم و یک سپاه از ارتش چهارم زرهی ورماخت به دام بیفتند. شوروی برای اداره شمار زیاد محاصره‌شدگان از هفت ارتش تفنگ‌دار خود استفاده کرد؛ از این روز عملیات متعاقب آن مقیاس کوچک‌تری یافت.

### محاصره ارتش ششم
ارتش ششم قصد اقدام به شکستن محاصره را داشت اما هیتلر فرمان به حفظ استالینگراد به هر قیمت داد. پائولوس در ابتدا با اطاعت از فرمان پیشوا، اقدام به دفاع از مواضع خود در استالینگراد نمود و تلاشی برای خروج از محاصره صورت نداد. به هر حال وسایل نقلیه موتوری و حتی اسب کافی به منظور انجام چنین کاری نیز در اختیار او نبود و با توجه به اتمام سوخت تانک‌ها، این عمل می‌بایست با یورش گسترده پیاده‌نظام در یک پهنه‌ای جغرافیایی مسطح در مقابل دشمنانی به خوبی تامین‌شده انجام می‌گرفت که به احتمال قریب به یقین به سلاخی نیروهایش منجر می‌گردید.

## تلاش ورماخت برای شکستن محاصره از بیرون
در عوض، گروه ارتش دن به فرماندهی فیلدمارشال اریش فون مانشتاین تشکیل شد تا محاصره را از بیرون بشکند و یک مسیر تدارکاتی برای ارتش ششم ورماخت باز کند. لوفت‌وافه موظف شد موقتاً تا هنگام شکسته شدن محاصره، از راه هوایی به نیروهای در محاصره تدارکات رسانی کند. آلمان تمامی ظرفیت ترابری هوایی خود را بر این مسئله متمرکز کرد. به هر صورت با وجود وعده هرمان گورینگ، فرمانده کل لوفت‌وافه بر رساندن روزانه ۶۰۰ تن تدارکات، با توجه به کاستی‌ها از جمله کمبود ادوات و وضعیت ضعیف پایگاه‌های هوایی ناحیه عملیاتی، تنها حداکثر ۳۰۰ تن تدارکات در روز به محاصره‌شدگان رسید. دفاع ضدهوایی سازمان‌یافته شوروی خسارت سنگینی به هواگردهای ترابری آلمانی وارد آورد. حدود ۷۳۰ هواگرد غیر ترابری آلمانی در میانه ماه نوامبر در منطقه قادر به کسب برتری هوایی در برابر بیش ۱۳۵۰ هواگرد دشمن نبود. در جریان تلاش برای تدارکات‌رسانی هوایی لوفت‌وافه بیش از ۴۸۰ هواگرد ترابری و بمب‌افکن تبدیل‌شده خود را از دست داد.

### عملیات وینترگویتر
فون مانشتاین از اوایل ماه دسامبر شروع به استقرار دو سپاه زرهی کرد؛ لشکرهای این دو سپاه از نقاط مختلف جبهه شرقی گرد آمدند. سپاه ۴۸ زرهی ورماخت در تلاقی رود دن و چیر در ۹۰ کیلومتری غرب استالینگراد و سپاه ۵۷ زرهی ورماخت در کوتِلنیکوو در ۱۵۰ کیلومتری جنوب غربی آن قرار گرفتند. به هر صورت توان این یگان‌ها از پیش صرف شده بود و یک «سایه» بیش از آن‌ها نمانده بود.
فون مانشتاین عملیات وینترگویتر برای شکستن حلقه محاصره را از روز ۱۲ دسامبر سال ۱۹۴۲ آغاز کرد. در ابتدا حرکت آلمانی‌ها به خوبی پیش رفت و لشکرهای ششم و بیست‌وسوم زرهی ورماخت روز بعد سرپلی بر رود آسکای به دست آوردند. با این حال مقاومت نیروهای شوروی رو به افزایش بود. شوروی ارتش دوم محافظ خود را از روز ۱۸ دسامبر به ناحیه منتقل کرد. شرایط زمستانی و پشتیبانی ناکافی هوایی وضعیت را برای آلمانی‌ها پیچیده‌تر می‌ساخت. با وجود دریافت لشکر هفتم زرهی به عنوان نیروی کمکی، سپاه ۵۷ زرهی ورماخت در نهایت نتوانست خط دشمن مقابل خود را بشکند. با وجود پیشروی ۵۰ کیلومتری عملیات وینترگویتر از روز ۲۱ دسامبر رسماً شکست خورد. ارتش‌های دوم محافظ و پنجاه‌ویکم شوروی روز ۲۴ دسامبر دست به ضدحمله زدند و از روز ۲۶ دسامبر سپاه ۵۷ زرهی ورماخت وادار به عقب‌نشینی به نقطه آغازین خود شد.
در همین حال شوروی تهاجمی را با عنوان «عملیات ساترن کوچک» از روز ۱۶ دسامبر از دن به سمت غرب با هدف رخنه در مواضع آلمانی‌ها در روستوف آغاز نمود تا تلاش آن‌ها برای شکستن محاصره را ناکام سازد و کل گروه ارتش را همراه ۴۰۰ هزار نفر دیگر از نیروهای ورماخت در قفقاز به دام بیندازد. این عملیات به برخی اهداف خود دست یافت و فون مانشتاین را وادار به رها کردن عملیات وینترگویتر نمود اما نتوانست یگان‌های آلمانی در جنوب را به محاصره درآورد.

## تسلیم
از ماه دسامبر غذا، دارو و آب آلمانی‌های درون محاصره رو به پایان بود و ماه بعد، ژانویه سال ۱۹۴۳، بیشتر نیروهای پائولوس در وضعیت بیماری قرار داشتند.
شوروی از اواخر ماه نوامبر تبلیغات گسترده‌ای برای ترغیب نیروهای در محاصره به تسلیم به پا کرده بود. هواگردهای شوروی صدها هزار برگه به زبان‌های آلمانی، رومانیایی و ایتالیایی با مضمون بی‌نتیجه بودن مقاومت، بر سر آن‌ها فرو ریختند و کمونیست‌های آلمانی در همکاری با شوروی با بلندگو هم میهنان خود را به تسلیم تشویق نمودند. هیچ‌یک از این اقدامات در بردارنده تأثیر بر روی محاصره‌شدگان نبود. روز ۶ ژانویه سال ۱۹۴۳، دو هفته پس از شکست عملیات فن مانشتاین، ژنرال روکوسوفسکی به پائولوس پیشنهاد یک تسلیم شرافتمندانه را داد که تحت فشار شدید از سوی هیتلر، به آن بی‌اعتنایی شد.
تهاجم نهایی ارتش سرخ با اسم رمز «عملیات حلقه» جهت انهدام نیروهای در محاصره از روز ۱۰ ژانویه آغاز شد. فشار مهاجمان از جانب غربی نیروهای پائولوس را به تدریج به داخل شهر عقب راند. همزمان ارتش شصت و دوم شوروی حملات خود از آن سوی رود را تشدید ساخته بود. نیروهای این ارتش روز ۲۶ ژانویه در ناحیه مامایف کورگان، ارتفاعی راهبردی در جنوب شهرک صنعتی به جبهه دن ملحق گشتند تا آلمانی‌ها را در شمال و جنوب شهر دو نیم کنند. با پیشروی قوای ارتش سرخ، پائولوس وادار می‌شد مکرراً قرارگاه‌های خود را رها و عقب‌نشینی نماید. در نهایت قرارگاه نیروهای آلمانی در زیرزمین یک فروشگاه در میدان "قهرمانان به خاک افتاده" مستقر گردید. روز ۳۱ ژانویه پائولوس پیامی از قرارگاه هیتلر دریافت کرد که او به او اطلاع می‌داد به درجه فیلدمارشالی ترفیع یافته است. پیام کاملاً روشن بود: تا کنون هیچ فیلدمارشال آلمانی به اسارت درنیامده است و پائولوس می‌بایست جهت اجتناب از خواری خودکشی کند.
سربازان ارتش شصت و چهارم شوروی صبح روز ۳۱ ژانویه میدان «قهرمانان به خاک افتاده» را به محاصره درآورند. با عدم موفقیت تلاش برای شکستن محاصره، دیگر گزینه چندانی برای پائولوس باقی نمانده بود. یک افسر آلمانی با یک پرچم سفید به طرف دشمن رفت و شرایط تسلیم را به آن‌ها اعلام نمود. گروهی از سربازان ارتش سرخ تحت حفاظت وارد زیرزمین فروشگاهی که ستاد ارتش ششم ورماخت در آن قرار داشت، شدند. چند ساعت بعد، سربازان آلمانی در قسمت جنوبی شهر سلاح‌های خود را بر زمین نهادند. در قسمت شمالی نبرد شدید برای دو روز دیگر ادامه پیدا کرد. با پخش شدن تصاویر تسلیم پائولوس درگیری‌ها در آن نقطه نیز به پایان رسید. قریب به ۱۱۳ هزار نفر از نیروهای آلمانی و رومانیایی که پس از ضد حمله شوروی همچنان زنده بودند، به اسارت درآمدند.

## تلفات و خسارات
در جریان نبرد استالینگراد حدود ۱۹۰ هزار نفر در میدان نبرد و ۱۰۵ هزار نفر در اسارت متعاقب آن یعنی مجموعاً ۲۹۵ هزار نفر از نیروهای آلمانی جان خود را از دست دادند. برآوردهای محافظه‌کار تلفات شوروی را ۴۷۹ هزار نفر دانسته‌اند؛ با این حال این میزان تا بیش از یک میلیون نفر نیز ذکر شده است.
پاول وینترتون، خبرنگار بی‌بی‌سی که اجازه یافت روز ۴ فوریه سال ۱۹۴۳ از استالینگراد دیدن کند، در شرح خرابی‌های حاصل جنگ در این شهر گزارش می‌کند: «خیابان‌های استالینگراد، اگر بتوانید فضای بازبین خرابه‌ها را چنین بنامید، همچنان تمامی آثار جنگ را در خود دارند … استالینگراد هیچگاه تعمیر نخواهد شد؛ این شهر می‌بایست از ابتدا دوباره ساخته شود. اما با این حال که تمامی ساختمان‌های آن تخریب شده است، زندگی همچنان در آن وجود دارد … آن‌ها مغرورترین مردان و زنانی هستند که تا کنون دیده‌ام. آن‌ها می‌دادند که کار فوق‌العاده‌ای انجام داده‌اند؛ آن را به خوبی انجام داده‌اند. شهر آن‌ها تخریب شده است اما آن‌ها با سرسختی مهاجمان را شکست داده‌اند.»

## پیامدها
در نوامبر سال ۱۹۴۳ در کنفرانس تهران، وینستون چرچیل نخست‌وزیر بریتانیا، شمشیری ساخته شده در کشورش با نام «شمشیر استالینگراد» را به استالین اهدا نمود که بر تیغه آن این کلمات حک شده بود: «به شهروندان استالینگراد با قلبهای پولادینشان، هدیه‌ای از شاه جورج ششم، به‌عنوان نشان تکریم مردم بریتانیا.»
ارتش سرخ با پیروزی در این نبرد، راه رسیدن به قدرت جهانی را برای شوروی هموار ساخت. موقعیت برتر شوروی، به مثابه طرف تعیین‌کننده در مذاکرات، در کنفرانس یالتا در فوریه ۱۹۴۵، ناشی از موقعیت آن در تناسب قوای نظامی جنگ جهانی بود.